# Il était une fois... les Découvreurs
Il était une fois... les Découvreurs là bộ phim hoạt hình khoa học dành cho thiếu nhi của Pháp, một phần trong loạt phim hoạt hình Il était une fois... do hãng Procidis thực hiện và Albert Barillé làm đạo diễn. Tác phẩm đã phát sóng lần đầu trong năm 1994  trên kênh Canal+. Với 26 tập, bộ hoạt hình này tập trung kể về những nhà phát minh vĩ đại, những người mở đường cho nhiều ngành khoa học khác nhau phát triển cùng những công trình nghiên cứu của họ như Newton, Galileo, Faraday, Edison, Darwin, Gutenberg, Einstein, Marie Curie...
Bộ phim hoạt hình này đã được dịch ra nhiều thứ tiếng khác nhau để phát sóng trên các kênh của nhiều nước như Ý, Phần Lan, Đức...

## Âm nhạc
Michel Legrand đảm nhận việc biên soạn các bản nhạc dùng trong bộ phim hoạt hình. Album chứa các bản nhạc hay nói đúng hơn là các bản nhạc phát hành độc lập có thể mua từng bản hay mua nguyên bộ cùng lúc tổng hợp thành album đã phát hành dưới dạng phân phối trực tuyến vào ngày 29 tháng 8 năm 2011. 
| Il était une fois... Les Découvreur | Il était une fois... Les Découvreur        | Il était une fois... Les Découvreur |
| STT                                 | Nhan đề                                    | Thời lượng                          |
| ----------------------------------- | ------------------------------------------ | ----------------------------------- |
| 1.                                  | "Les Découvreurs (Générique)"              | 1:27                                |
| 2.                                  | "Les Découvreurs (Générique instrumental)" | 1:27                                |
| 3.                                  | "Le triomphe de chacun"                    | 1:29                                |
| 4.                                  | "Quand tout est possible"                  | 3:50                                |
| 5.                                  | "Le souffle de l'inspiration"              | 2:00                                |
| 6.                                  | "A toutes vapeurs"                         | 1:48                                |
| 7.                                  | "Génie solitaire"                          | 3:20                                |
| 8.                                  | "Légèreté et insouciance"                  | 2:20                                |
| 9.                                  | "Coincidences et hasards"                  | 2:46                                |
| 10.                                 | "Et les deux font la paire"                | 1:33                                |
| 11.                                 | "De beaux lendemains"                      | 2:06                                |
| 12.                                 | "Sur les chemins du monde"                 | 1:42                                |
| 13.                                 | "Ça avance!"                               | 2:39                                |
| 14.                                 | "Orient extrême"                           | 2:10                                |
| 15.                                 | "Pas vu pas pris"                          | 1:22                                |
| 16.                                 | "Hypnotic tac"                             | 3:46                                |
| 17.                                 | "La belle équipe"                          | 1:11                                |
| 18.                                 | "Piazza Napoli"                            | 1:18                                |
| 19.                                 | "Les Découvreurs (Sirtaki)"                | 1:32                                |
| 20.                                 | "Les Découvreurs (Sirtaki allegro)"        | 1:22                                |
| Tổng thời lượng:                    | Tổng thời lượng:                           | 41:08                               |